# Elis no Teatro da Praia
Elis no Teatro da Praia é o quinto álbum ao vivo da cantora Elis Regina, lançado em 1970 pela gravadora Philips. Neste disco, Elis montou um espetáculo em Teatro, muito comum na época, com os produtores Luís Carlos Miele e Ronaldo Bôscoli que eram especialistas neste tipo de apresentação, tendo realizado vários com Wilson Simonal, Sérgio Mendes, Sarah Vaughan e Roberto Carlos, entre outros. A gravação ao vivo de Irene foi utilizada na trilha sonora da novela Véu de Noiva exibida pela TV Globo um ano antes do lançamento do registro do espetáculo em disco. 

## Faixas
| N.º | Título | Compositor(es) | Duração |  |
| 1.  | "Casa Forte" "Reza" "Noite dos Mascarados" "Samba da Bênção" "Makin’ Whoopee"                                  | Edu Lobo Edu Lobo / Ruy Guerra Chico Buarque Baden Powell / Vinicius de Moraes W. Donaldson / G. Kahn                               | 8:35    |  |
| 2.  | "Zazueira" | Jorge Ben | 3:05    |  |
| 3.  | "Minha" | Ruy Guerra / Francis Hime | 6:58    |  |
| 4.  | "Irene" | Caetano Veloso | 2:01    |  |
| 5.  | "Eu e a Brisa" "Preciso Aprender a Ser Só" "Carolina" "Nunca Mais" "Franqueza" "Se Todos Fossem Iguais a Você" | Johnny Alf Marcos Valle / Paulo Sérgio Valle Chico Buarque Dorival Caymmi Denis Brean / O. Guilherme Tom Jobim / Vinicius de Moraes | 4:58    |  |
| 6.  | "Aquele Abraço"                                                                                                | Gilberto Gil | 3:36    |  |
| 7.  | "Can't Take my Eyes of You"                                                                                    | B. Crewe / B. Gaudio | 4:04    |  |
| 8.  | "Se Você Pensa"                                                                                                | Erasmo Carlos / Roberto Carlos | 6:08    |  |

## Ficha Técnica
- gravado ao vivo no Teatro da Praia, Rio de Janeiro
- show dirigido e produzido por Miele e Bôscoli
- direção da produção fonográfica: Roberto Menescal
- técnico de gravação: Jorge Karan
- técnicos de mixagem e montagem: Ary Carvalhães e Célio Martins
- arranjos e acompanhamentos: Conjunto Elis 5
- fotos: Paulo Garcez
- layout: Lincoln

## Músicos
- Roberto Menescal: guitarra
- Jurandir Meirelles: baixo
- Zé Roberto: piano
- Hermes: percussão
- Wilson das Neves: bateria